# Guntram Weissenberger

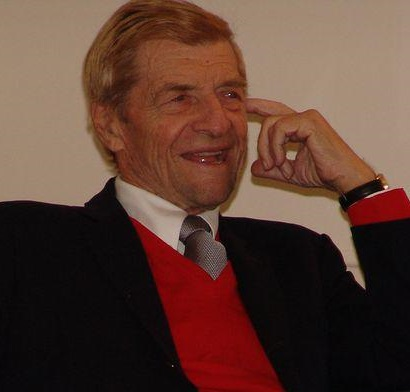
Guntram Weissenberger

Guntram Weissenberger (* 31. Mai 1926 in Frankenmarkt; † 22. Dezember 2012 in Wayne, Pennsylvania) war ein österreichisch-amerikanischer Architekt und Bauunternehmer, der sich überwiegend mit Fragen der Stadtentwicklung beschäftigte.

## Leben
Guntram Weissenberger besuchte die Napola Traiskirchen. Er diente in der Wehrmacht, begann nach Kriegsende an der Technischen Hochschule Graz das Studium der Architektur und bewarb sich 1948 um ein Stipendium in den USA, das der damals in Salzburg stationierte Kommandeur der 42. US-Infanterie-Division „Rainbow“, Major General Harry J. Collins, ausgeschrieben hatte. Weissenberger setzte seine Studien daraufhin am MIT und in Harvard fort, wo er Abschlüsse als Bachelor und Master of Business Administration erwarb. Anschließend kehrte er nach Österreich zurück und schloss seine Studien in Graz 1950 mit der Promotion zum Dr. techn. ab.

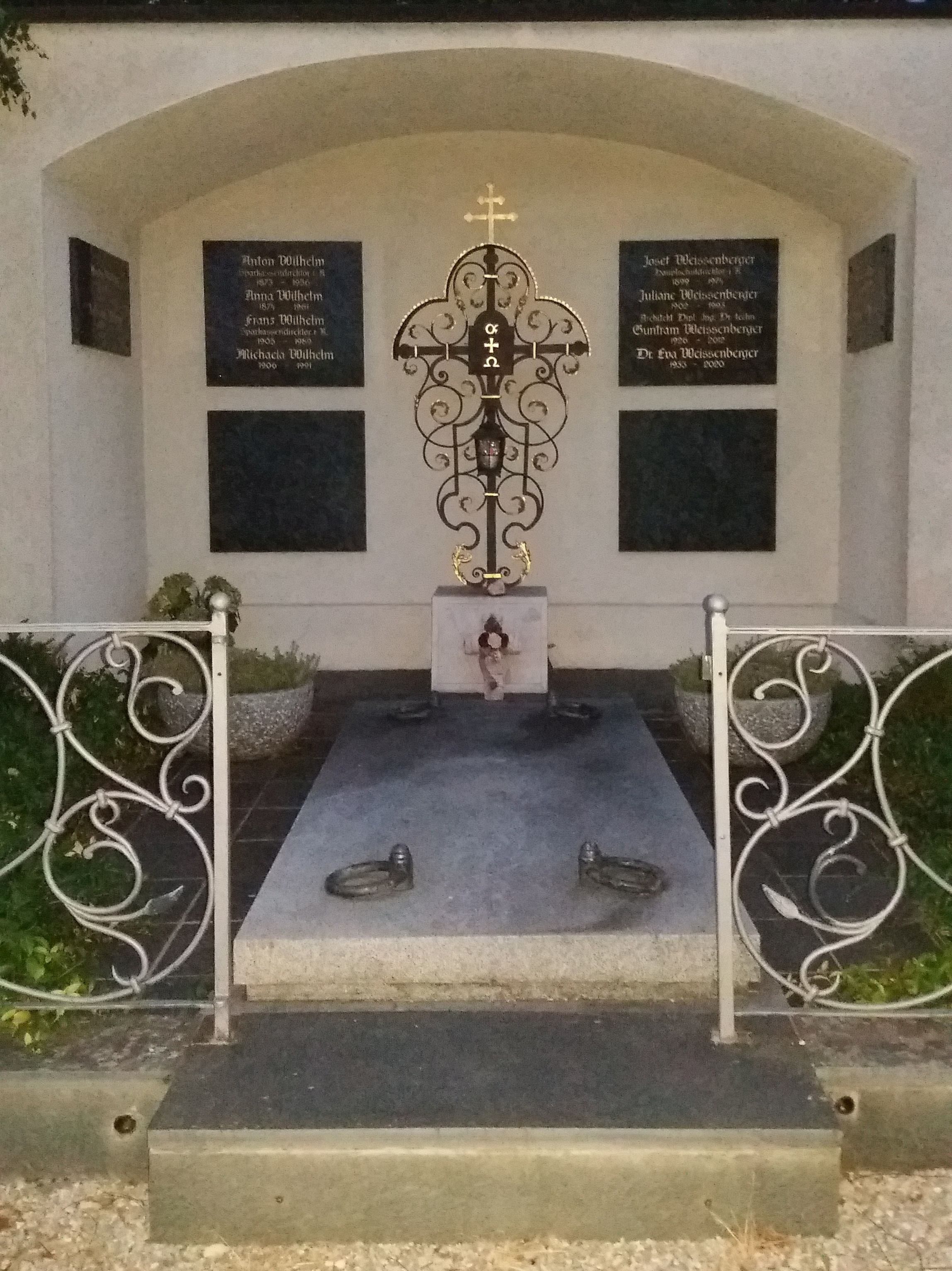
Frankenmarkt, Familiengrab Weissenberger

1956 machte sich Weissenberger als Bauunternehmer bei Philadelphia (Pennsylvania) selbständig und gründete The Westover Companies. In den folgenden Jahren prägte er die Gestalt der Vorstädte Philadelphias durch die Errichtung zahlreicher Bürogebäude, Supermärkte, Schulen, Parks und Spielplätze entscheidend mit, besonders in King of Prussia, wo sich der Sitz des von ihm gegründeten Unternehmens befindet. Ende der 1990er Jahre trat Weissenberger in den Ruhestand und lebte abwechselnd in den USA und in Salzburg.
Neben Auszeichnungen für soziale Bauweise wurde er 1997 mit dem Preis der Auslandsösterreicher geehrt und 2004 zum Ehrenbürger von Frankenmarkt ernannt. Seinem Wunsch entsprechend fand er seine letzte Ruhestätte im Familiengrab in Frankenmarkt.

## Werke
- Aus der Siedlungs- und Baugeschichte des Marktes Frankenmarkt. Dissertation Technische Hochschule Graz 1950.
- Meine Stadt. Eine österreichische Karriere in den USA. Wien 2007, ISBN 978-3-85002-585-0